# Finale della Coppa dei Campioni 1987-1988
La finale della 33ª edizione di Coppa dei Campioni è stata disputata il 25 maggio 1988 al Neckarstadion di Stoccarda tra PSV e Benfica. All'incontro hanno assistito circa 64 000 spettatori. La partita, arbitrata dall'italiano Luigi Agnolin, ha visto la vittoria per 6-5, ai tiri di rigore, del club olandese.

## Le squadre
| Squadre | Partecipazioni precedenti (il grassetto indica la vittoria) |
| ------- | ----------------------------------------------------------- |
| PSV     | Nessuna                                                     |
| Benfica | 5 (1961, 1962, 1963, 1965, 1968)                            |

## Il cammino verso la finale
Il PSV di Guus Hiddink esordì contro i turchi del Galatasaray che sconfissero per 3-0 ad Eindhoven, per poi perdere 2-0 a Istanbul rischiando di dissipare il vantaggio acquisito. Agli ottavi di finale gli austriaci del Rapid Vienna furono sconfitti sia all'andata che al ritorno per un risultato complessivo di 4-1. Ai quarti il PSV affrontò i francesi del Bordeaux, sconfiggendoli solo grazie alla regola dei gol fuori casa in virtù del pareggio per 1-1 allo stadio Chaban-Delmas e del pari casalingo a reti inviolate. Così come ai quarti, anche in semifinale gli olandesi sconfissero gli avversari, gli spagnoli del Real Madrid, grazie ad un 1-1 al Bernabéu e allo 0-0 del Philips Stadion.
Il Benfica di António Oliveira iniziò il cammino europeo contro gli albanesi del Partizan Tirana, che sconfissero 4-0 a Lisbona e non giocarono la gara di ritorno a causa della squalifica della compagine avversaria. Agli ottavi i danesi dell'AGF Aarhus furono superati a fatica solo grazie all'1-0 della gara di ritorno al da Luz. Ai quarti di finale l'Anderlecht fu sconfitto in casa per 2-0 e poi vinse il match di ritorno per 1-0 tenendo vive le speranze dei tifosi. In semifinale i rumeni della Steaua Bucarest riuscirono ad arginare i lusitani in casa, terminando l'incontro a reti inviolate, per poi perdere 2-0 in Portogallo.

## La partita
Al Neckarstadion di Stoccarda si danno battaglia, in una finale inedita, PSV e Benfica. Per i tulipani si tratta della prima volta in finale di Coppa dei Campioni, mentre per i lusitani è la sesta finale del massimo torneo continentale e la seconda consecutiva di una squadra portoghese (il Porto nel 1987). Il PSV arriva da un cammino non sempre esaltante, così come il Benfica che mette in risalto solo la solidità difensiva, arrivando all'ultimo confronto con un solo gol al passivo.
La partita è piuttosto deludente, entrambe le compagini hanno paura di perdere e le percussioni sottoporta sono sterili. Si arriva al 120' a reti inviolate e quindi alla lotteria dei tiri di rigore. I primi cinque tiratori, di ambo le squadre, vanno a segno con freddezza. Arrivati a oltranza l'esterno del PSV Anton Janssen va a segno, mentre il terzino lusitano António Veloso si fa parare il tiro da Hans van Breukelen che regala la coppa alla propria squadra.

## Tabellino
| Arbitro: | Luigi Agnolin |

|                                              |                      |                                              |
| Koeman Kieft Nielsen Vanenburg Lerby Janssen | Tiri di rigore 6 – 5 | Elzo Dito Hajry António Pacheco Mozer Veloso |

| PSV Eindhoven | Benfica |

| PSV           |    |                      |      |        |
|               |    |                      |      |        |
| P             | 1  | Hans van Breukelen   |      |        |
| D             | 2  | Eric Gerets          |      |        |
| D             | 3  | Ivan Nielsen         |      |        |
| D             | 4  | Ronald Koeman        |      |        |
| D             | 5  | Jan Heintze          |      |        |
| C             | 6  | Berry van Aerle      |      |        |
| C             | 7  | Edward Linskens      |      |        |
| C             | 8  | Gerald Vanenburg     |      |        |
| A             | 9  | Wim Kieft            |      |        |
| C             | 10 | Søren Lerby          | 106’ |        |
| A             | 11 | Hans Gillhaus        |      | 105+2’ |
| Sostituzioni: |    |                      |      |        |
| D             | 12 | Adick Koot           |      |        |
| A             | 13 | Eric Viscaal         |      |        |
| C             | 14 | Anton Janssen        |      | 105+2’ |
| C             | 15 | Willy van de Kerkhof |      |        |
| P             | 16 | Patrick Lodewijks    |      |        |
| Allenatore:   |    |                      |      |        |
| Guus Hiddink  |    |                      |      |        |

| Benfica       |    |                  |  |      |
|               |    |                  |  |      |
| P             | 1  | Silvino          |  |      |
| D             | 2  | António Veloso   |  |      |
| D             | 3  | Carlos Mozer     |  |      |
| D             | 4  | Álvaro Magalhães |  |      |
| D             | 5  | Dito             |  |      |
| C             | 6  | Elzo             |  |      |
| C             | 7  | Chiquinho Carlos |  |      |
| C             | 8  | António Pacheco  |  |      |
| A             | 9  | Mats Magnusson   |  | 112’ |
| C             | 10 | Shéu             |  |      |
| A             | 11 | Rui Águas        |  | 57’  |
| Sostituzioni: |    |                  |  |      |
| P             | 12 | Manuel Bento     |  |      |
| D             | 13 | Samuel           |  |      |
| C             | 14 | Adelino Nunes    |  |      |
| A             | 15 | Hajry            |  | 112’ |
| A             | 16 | Wando            |  | 57’  |
| Allenatore:   |    |                  |  |      |
| Toni          |    |                  |  |      |